# 大津町立美咲野小学校
大津町立美咲野小学校（おおづちょうりつ みさきのしょうがっこう）は、熊本県菊池郡大津町にある町立小学校。

## 沿革
- 2013年（平成25年）3月27日 - 校舎落成式[1]。
  - 4月1日 - 大津町立大津小学校児童数の増加に伴い新設開校[1]。
- 2020年（令和2年）4月15日 - 新型コロナウイルスの感染拡大により臨時休校[1]。
  - 6月1日 - 学校再開[1]。

## 学区
緑ヶ丘区、上大津区（9組、10組）、美咲野区、高尾野区、新小屋区。

## 所在地
大津町美咲野2丁目1733番地

## 姉妹校
- 高雄市立光榮小學校（台湾高雄市、2016年6月15日から[1]）

## 学校周辺
- 大津町立大津北中学校
- 熊本県立翔陽高等学校